# Petar Hranuelli
Petar Hranuelli (Supetar, 27. prosinca 1975.), je hrvatski kipar i umjetnik stakla.

## Životopis
Rođen u Supetru 27. prosinca 1975. godine, a do 1994. godine živi u Postirama na otoku Braču. Izlaže od 1994. godine na 57 samostalnih i 108 skupnih izložba u zemlji i inozemstvu. Dobitnik je nekoliko nagrada i priznanja. O njegovom umjetničkom radu pisali su istaknuti likovni kritičari: Zvonko Maković, Slavko Timotijević, Iva Körbler, Tonko Maroević, Ive Šimat Banov, Draženka Jalšić Ernečić,  Nikola Albaneže, Olivera Vukotić, Stanko Špoljarić, Davorin Vujičić, Romana Tekić, Sonja Petrović Jagić, Vesna Bunčić. Djela mu se nalaze u javnim i privatnim zbirkama (Hrvatska, Slovenija, Njemačka, Nizozemska, Italija, Austrija, Srbija, Turska, Engleska, Crna Gora, Španjolska, Kalifornija, Čile, Švicarska) .
Hranuellijev opus materijalom i vitalnošću vezan je uz ishodište, otok Brač. Kamene skulpture forma apstrahiranih iz figurativnog prikazuju najčešće žene (Venere) i ljudsku figure općenito, redovito u dijalogu s tradicijom od prahistorije preko klasične antike do suvremenog doba. Vitalnost i bujnost isklesana u kamenu, nekada i u drugim materijalima poput stakla (ostvario i izložbu u Muzeju antičkog stakla, a kao materijal ga privlači od 2017.), bilo da se radi o skulpturama manjeg formata ili javnoga karaktera odlike su Hranuellijeva stvaralaštva. Od kamena najviše stvara klesanjem mramora, ali također i bračkog i ličkog kamena (crnog i crvenog). Prvi je hrvatski kipar koji stvara u ličkom kamenu. Izložbom Ljepota kamena iz Like 2017. godine prvi je put predstavio publici lički kamen. Time je pokazao da se i od tog kamena, koji se od bračkog razlikuje u tvrdoći, boji i poroznosti, mogu klesati skulpture. Umjetnička djela od stakla ne stvara lijevanjem, nego brušenjem i poliranjem.
Član je HDLU-a od 2006. godine. Živi i stvara u Zagrebu .

## Izložbe, javni radovi, nagrade, pohvale

### Samostalne izložbe
Samostalno je izlagao u gradovima i mjestima: Beograd (Srbija), Kragujevac (Srbija), Šabac (Srbija), Čakovec, Dubrovnik, Gospić, Karlovac, Lopud, Lovinac, Oroslavje, Palmižana, Postira, Pula, Rijeka, Split, Supetar, Samobor, Sv.Ivan Zelina, Skradin, Zagreb, Zaprešić, Zadar, itd.

### Skupne
Skupno je izlagao s drugim umjetnicima u gradovima i mjestima: Antalya (Turska), Beograd (Srbija), Brežice (Slovenija), Milano (Italija), Petrovac (Crna Gora), Szombathely (Mađarska), Šabac (Srbija), Bale, Banjole, Dubrovnik, Gospić, Kaštel Lukšić, Karlovac,  Hvar, Osijek, Omišalj, Postira, Požega, Rijeka, Rovinj, Slavonski Brod, Split, Sv.Martin pod Okićem, Sisak, Samobor, Ston, Trogir, Vinkovci, Velika Gorica, Zadar, Zagreb, Zaprešić, itd.

### Javni radovi, nagrade, pohvale
- 1992. "Klesarsko stvaralaštvo" - diploma, Mali Lošinj,
- 1994. Pohvala, Klesarske škole Pučišća,
- 2003. Fundus galerije "Razvid" - slika, Zaprešić,
- 2005. Fundus Dom Svetog Josipa - slika, Zagreb,
- 2007. Otkupna nagrada "Venere u medu", Gradski ured za poljoprivredu i šumarstvo, Zagreb,
- 2008. Gospić - Park[2]
- 2009. Lovinac – Sekulići[3]
- 2010. Fundus galerije "Zvonimir" - skulptura, Zagreb,
- 2013. Fundus Zaklade otoka Brača - 5 skulptura, Supetar,
- 2014. Fundus Doma za djecu Zilik - skulptura, Karlovac,
- 2014. Fundus Galerije umjetnina grada Slavonskog Broda (skulptura "Namiguša", 2013., lički kamen, 21 x 60 x 23 cm), Slavonski Brod,
- 2015. Muzej anđela, Schloß Albeck - skulptura, Sirnitz, Austrija,
- 2015. Park skulptura, Schloß Albeck, Sirnitz, Austrija[4]
- 2015. Zlatna kiša, vrt skulptura Palmižana, Zbirka Meneghello,
- 2015. Anđeo na klupi, vrt skulptura Palmižana, Zbirka Meneghello,
- 2015. Hostel Sv. Rok, slika, Sv. Rok,
- 2016. Park skulptura Lovinac[5]
- 2016. Silandro - Italija[6]
- 2016. Fundus Galerije umjetnina grada Slavonskog Broda ("Vikend na Savi", akvareli, 36 x 48 cm i 50 x 71 cm), Slavonski Brod,
- 2016. Oskarovka - skulptura - Književna nagrada Zvonimir Milčec uručena Peri Kvesiću,
- 2016. Fundus Veleposlanstva Republike Hrvatske u Srbiji ("Bik", 2016., lički kamen, 12 x 20 x 8 cm)
- 2017. Zbirka Meneghello, Bura na Palmižani, kamen, visina 77 cm, vrt skulptura Palmižana
- 2017. Fundus Galerije Brčko Distrikta, Brčko (2 skulpture - "Venera na krevetu" i "Borba s vjetrom")
- 2017. Prva nagrada žirija za XXVI. izložbu malog formata, Šabac
- 2017. Fundus Muzeja Like Gospić (skulptura "Umorna", 2013., lički kamen, 34x23x26cm), Gospić
- 2018. Fundus Galerije savremene umetnosti Kučevo, Centar za kulturu "Veljko Dugošević" ("Majka", 2017., kamen, 55x26x20cm), Kučevo, Srbija
- 2018. Nagrada za skulpturu, IV Međunarodno bijenale akta "Marko Krstov Gregorić"(Boterova plesačica, 2018., brušeno staklo, 22,5 x 15,5 x 12,8 cm), Petrovac, Crna Gora
- 2019. Fundus Muzeja antičkog stakla, Zadar (Teško je letjeti, 2018., brušeno staklo, 19 x 17 x 11 cm)
- 2019. Park skulptura kuća za umjetnike Pigmalion, Tamjanica, Srbija (Mlada u košavi, 2019., mramor, 138 × 210 × 70 cm)
- 2020. Nagrada za skulpturu "Anđeo stiže" (brušeno staklo) na XXIX. izložbi malog formata Kulturni centar u Šapcu, Srbija
- 2020. Park skulptura kuća za umjetnike Pigmalion, Tamjanica, Srbija (Ponosna žena, 2020., mramor, visina 126 cm)
- 2021. Fundus Galerije 73, Beograd (Majka, 2020., mramor, 60x24x24cm)
- 2021. Prva nagrada po izboru kolega, učesnika kolonije „Kolo 2021“, Trebinje

## Vanjske poveznice
- Osobna stranica umjetnika  Arhivirana inačica izvorne stranice od 23. lipnja 2007. (Wayback Machine)
- Galerija Remek-djela  Arhivirana inačica izvorne stranice od 5. rujna 2012. (Wayback Machine)